# Rava (Kõue)
Rava – wieś w Estonii, w prowincji Harju, w gminie Kõue.